# Leinzell
Leinzell ist eine Gemeinde in Baden-Württemberg und gehört zum Ostalbkreis. Sie gehört zur Region Ostwürttemberg und zur Randzone der europäischen Metropolregion Stuttgart.

## Geographie

### Geographische Lage
Leinzell liegt in 400 bis 460 Meter Höhe im Vorland der östlichen Schwäbischen Alb an der Lein, einem kleinen Nebenfluss des Kochers, etwa zehn Kilometer nordöstlich von Schwäbisch Gmünd. Die Gemeinde hat eine vergleichsweise sehr kleine Gemeindefläche, die sich nicht einmal bis auf die Randhöhen des Leintals erstreckt.

### Nachbargemeinden
Die Gemeinde grenzt im Norden und Osten an Göggingen, im Süden an Iggingen und im Westen an Täferrot.

### Gemeindegliederung
Zur Gemeinde Leinzell gehören das Dorf Leinzell und der Weiler Ölhäuser sowie die abgegangenen Ortschaften Pulvermühle und Schafhaus.

### Flächenaufteilung
Nach Daten des Statistischen Landesamtes, Stand 2014.

## Geschichte

### Überblick
Leinzell wurde im Jahre 1259 unter dem Namen Cella erstmals urkundlich erwähnt. Im Jahre 1409 wurde der Ort unter dem Namen Zell an der Lyn, 1426 als Lynzelle erwähnt. Im 15. Jahrhundert wurde die Abtei Ellwangen in die Fürstpropstei Ellwangen umgewandelt, Leinzell wurde als Lehen vergeben. Von 1360 bis 1483 wurde Leinzell (mit kurzer Unterbrechung) an die Gmünder Familie Taler vergeben. Rosina Taler, die Witwe des letzten Taler, heiratete Rudolf von Westerstetten; dieser übernahm somit 1484 die Dorfherrschaft unter der Lehnsherrschaft von Albrecht Propst zu Ellwangen. 1530 kam Leinzell an die Familie von Horkheim, 1604 an Jörg Christoph von Ursenbeck und 1612 an Hans Burkhard von Fauber auf Randegg.
1636 wurde schließlich (mitten im Dreißigjährigen Krieg) Valentin von Lang, der zunächst in der Verwaltung des Erzbistums Bremen tätig gewesen war, mit Leinzell belehnt. Die Adelsfamilie von Lang wohnte in Leinzell und bestimmte 170 Jahre lang das dörfliche Geschehen, bis die Zeit der Reichsritter zu Ende ging und Leinzell im Zuge der Säkularisation 1806 an das Königreich Württemberg fiel, wo es dem Oberamt Gmünd zugeordnet wurde. 1810 wurde Leinzell eine selbständige Kommune. Die Frondienste der Leinzeller Bürger wurden erst 1842 durch einen Ablösungsvertrag geregelt, der Freiherr von Lang erhielt 1874 die letzte Ratenzahlung; die Leinzeller Bürger waren ab diesem Zeitpunkt von sämtlichen Fronleistungen befreit. 1938, im Zuge einer württembergischen Gebietsreform während der NS-Zeit, wurde Leinzell dem Landkreis Gmünd zugewiesen, der ab 1941 offiziell Landkreis Schwäbisch Gmünd hieß. 1945 bis 1952 gehörte die Gemeinde zum Nachkriegsland Württemberg-Baden, das 1945 in der Amerikanischen Besatzungszone gegründet worden war, ab 1952 zum neuen Bundesland Baden-Württemberg. Mit der Kreisreform von 1973 kam Leinzell zum neuen Ostalbkreis.

### Einwohnerentwicklung
| Datum             | Einwohner |
| ----------------- | --------- |
| 1. November 1812  | 783       |
| 15. Dezember 1834 | 888       |
| 3. Dezember 1846  | 889       |
| 3. Dezember 1858  | 849       |
| 3. Dezember 1867  | 861       |
| 1. Dezember 1871  | 801       |
| 1. Dezember 1900  | 841       |
| 1. Dezember 1910  | 851       |
| 16. Juni 1933     | 1015      |
| 17. Mai 1939      | 969       |

| Datum              | Einwohner |
| ------------------ | --------- |
| 29. Oktober 1946   | 1206      |
| 13. September 1950 | 1275      |
| 6. Juni 1961       | 1693      |
| 27. Mai 1970       | 1991      |
| 31. Dezember 1977  | 2112      |
| 31. Dezember 1986  | 2130      |
| 31. Dezember 1991  | 2365      |
| 31. Dezember 1995  | 2502      |
| 31. Dezember 2000  | 2338      |
| 31. Dezember 2005  | 2217      |

| Datum             | Einwohner |
| ----------------- | --------- |
| 31. Dezember 2010 | 2084      |
| 31. Dezember 2015 | 2005      |

| Datum         | Gesamtzahl | männl. | weibl. |
| ------------- | ---------- | ------ | ------ |
| 31. Dez. 2005 | 2217       | 1075   | 1142   |
| 31. Dez. 2006 | 2186       | 1052   | 1134   |
| 31. Dez. 2007 | 2194       | 1054   | 1140   |
| 31. Dez. 2008 | 2172       | 1029   | 1143   |
| 31. Dez. 2009 | 2130       | 1008   | 1122   |
| 31. Dez. 2010 | 2084       | 0997   | 1087   |

## Religionen

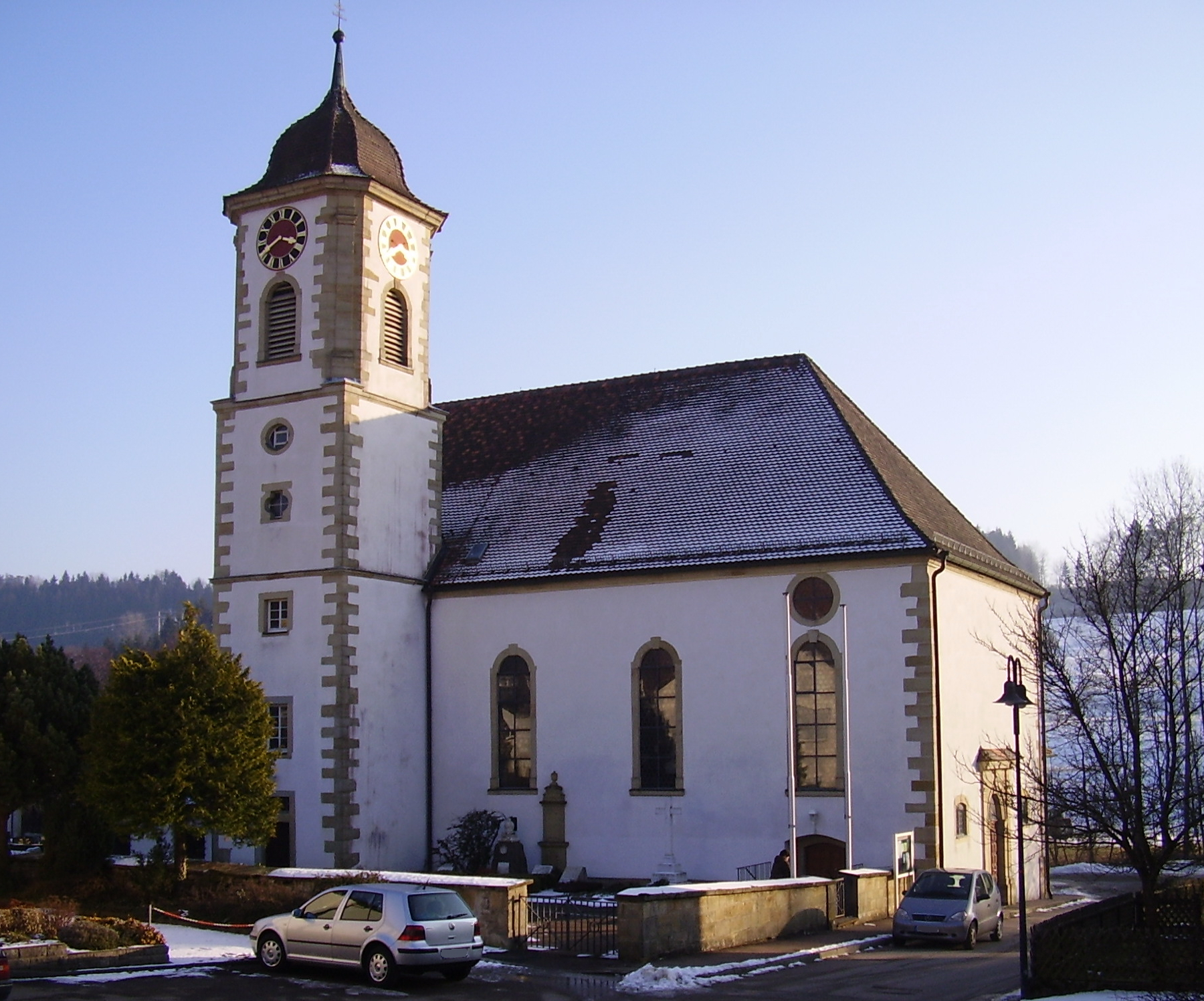
Leinzeller St.-Georg-Kirche

Der Baubeginn der katholischen Kirche in Leinzell in der heutigen Form war im Jahre 1776. Zuvor fiel die Kirche vor allem durch ihre mangelnde bauliche Substanz und geringfügige Ausstattung auf. 1783 wurde die Kirche durch den in Gmünd tätigen Baumeister Johann Michael Keller fertiggestellt, die Altäre schließlich 1805 errichtet. Die gemalte Decke, die die Aufnahme Marias in den Himmel zeigt, ist von Johann Nepomuk Nieberlein, der unter anderem die Stationskapellen des Kreuzweges zur Schönenbergkirche in Ellwangen gestaltete. 1961 wurde die Kirche um ein Seitenschiff erweitert und 1991 Chor und Schiff umgestaltet.
Erst im Jahr 1971 wurde mit dem Bau eines evangelischen Gemeindehauses begonnen, da dringend ein Saal für kirchliche Veranstaltungen, Jugendräume und eine Vikarswohnung benötigt wurden. 1980 wurde die Trennung von der Kirchengemeinde Eschach vollzogen und die Kirchengemeinde Göggingen-Leinzell wurde selbständig. Gottesdienste finden im wöchentlichen Wechsel in Leinzell und Göggingen statt.

## Politik

### Verwaltungsverband
Die Gemeinde ist Sitz des Gemeindeverwaltungsverbandes Leintal-Frickenhofer Höhe, dem die Gemeinden Eschach, Göggingen, Iggingen, Leinzell, Obergröningen und Schechingen angehören.

### Gemeinderat
Die Kommunalwahl am 9. Juni 2024 führte bei einer Wahlbeteiligung von 61,2 % zu folgendem Ergebnis:
| Partei                           | Prozent | Sitze |
| -------------------------------- | ------- | ----- |
| CDU                              | 39,7 %  | 5     |
| Freie Wählergemeinschaft (FWG)   | 23,3 %  | 3     |
| SPD                              | 20,7 %  | 2     |
| Bürgerlicher Wahlvorschlag (BWV) | 16,4 %  | 2     |

### Bürgermeister
- ?–1808: Hansjörg Stegmaier
- 1808–1813: Josef Rieger
- 1813–1821: Michael Funk
- 1821–1824: Georg Stegmaier
- 1824–1825: Melchior Müller
- 1825–1832: Bernhard Schmid
- 1832–1844: Johannes Riegg
- 1844–1849: Josef Dolderer
- 1849–1856: Johann Aigeldinger
- 1856–1883: August Reichle
- 1883–1897: Josef Schock
- 1897–1921: Josef Rist
- 1921–1934: August Ohnewald
- 1934–1945: Anton Lang
- 1945–1946: Anton Ströbel
- 1945–1968: Gustav Vogt
- 1968–1974: Klaus Pick
- 1974–2006: Günter Nesper
- 2006–2022: Ralph Leischner
- Seit 2022: Marc Schäffler

Marc Schäffler ist seit dem 24. Mai 2022 Bürgermeister von Leinzell. Er wurde am 10. April 2022 im zweiten Wahlgang mit 49,7 Prozent der Stimmen zum Bürgermeister gewählt. Er folgte Ralph Leischner nach, der von 2006 bis 2022 amtierte. Bei der Bürgermeisterwahl 2022 trat Leischner nicht erneut an.

### Partnerschaften
Leinzell unterhält seit 1989 partnerschaftliche Beziehungen zu der französischen Gemeinde Danjoutin in der Nähe von Belfort.

## Kultur und Sehenswürdigkeiten

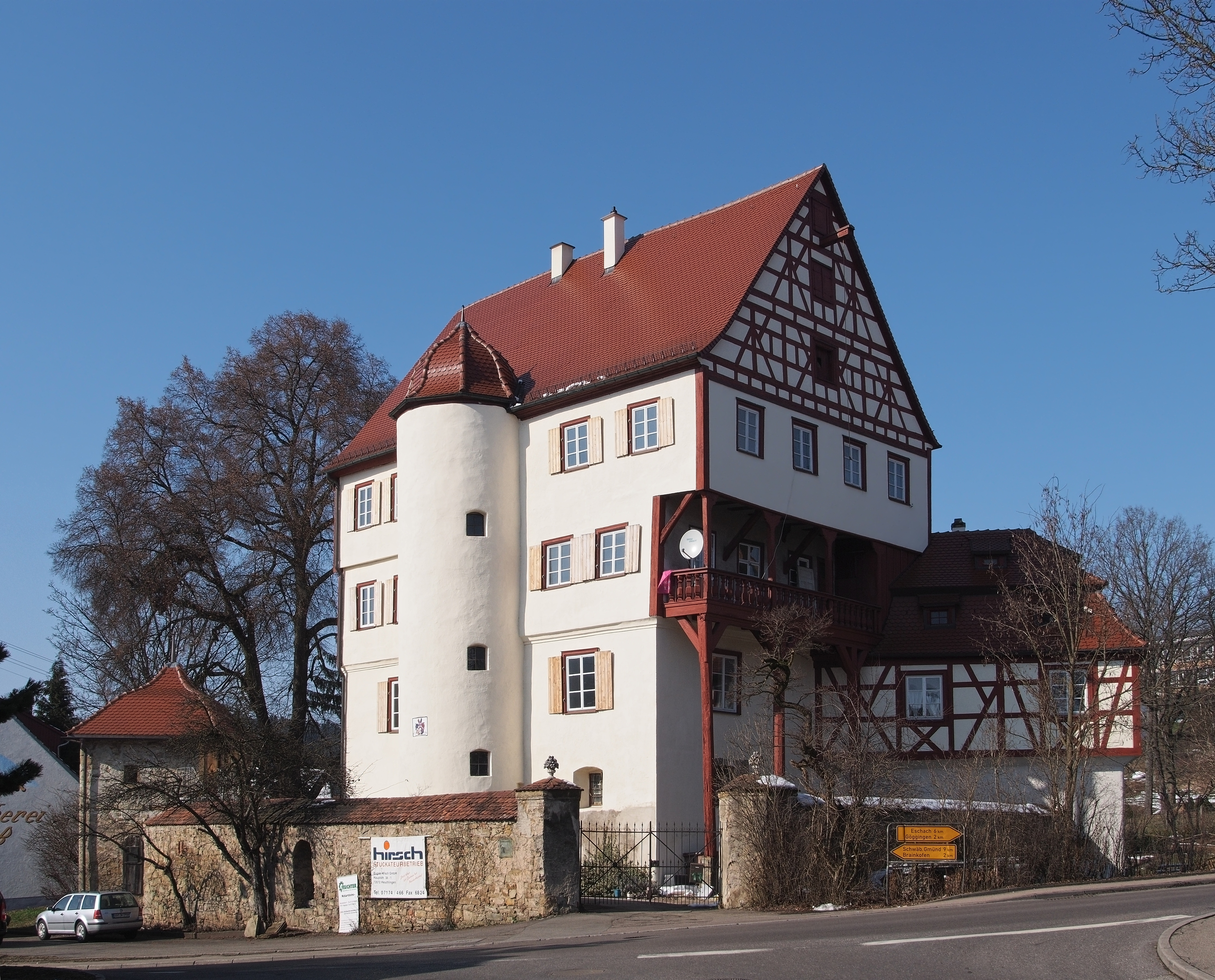
Leinzeller Schloss

Das Leinzeller Schloss wurde auf den Ruinen einer im Dreißigjährigen Krieg zerstörten Wehranlage von der Familie Lang um 1650 erbaut. Das Schloss blieb über Generationen im Besitz der Familie der Freiherren von Lang, auch von Lang zu Leinzell genannt. Es wurde erst 1990 aus dem Besitz der Freifrau Brigitte von Lang, Witwe des Schlossherrn Erich Freiherr von Lang und Tochter des Karl von Rose, verkauft. Der Umbau in ein Hotel scheiterte an den Bedenken des Landesdenkmalamtes Baden-Württemberg, schließlich wurde das Schloss mehrere Jahre als Asylantenwohnheim genutzt. Das Schloss wurde 2004 von Helmut (1943–2020) und Sylvia Wickleder erworben, bewohnt und renoviert.

### Sport
Leinzell verfügt über drei Sportplätze, eine Schwimmhalle, eine Sporthalle, eine Kulturhalle, ein Schützenhaus und einen Skihang mit Skilift.
Außerdem gibt es zahlreiche Sportvereine, die unter anderem Tennis, Eisstockschießen, Fußball oder auch Jiu Jitsu anbieten. Die Gemeinde hat 2016 einen der drei Sportplätze – den Sportplatz Götzenacker – für 200.000 € gekauft, um nach einer Änderung der Flächennutzung weiteren Wohnraum für etwa 15 bis 20 Einfamilienhäuser zu schaffen. Stand 2024 wurde mit den Bauarbeiten noch nicht begonnen.  

## Wirtschaft und Infrastruktur

### Bildung
In Leinzell gibt es eine Grund- und eine Werkrealschule sowie eine Realschule. Die Förderschule für lernbehinderte Kinder wurde zum Schuljahresende 2012 geschlossen. Die nächsten weiterführenden Schulen gibt es in Schwäbisch Gmünd.
Für die kleinsten Bürger gibt es einen katholischen und einen evangelischen Kindergarten; sie stehen allen Konfessionen offen.

## Persönlichkeiten

### Söhne und Töchter der Gemeinde
- Wilhelm Beißwenger (1871–1942), Landtagsabgeordneter (WBWB) und Bezirksbauernführer[8]
- Oskar Dreher (1885–1969), Heimatforscher, Schriftsteller und Lehrer
- Bruno Dreher (1911–1971), katholischer Theologe
- Alois Lang (1940–1994), Kommunalpolitiker, Oberbürgermeister der Stadt Ditzingen

## Sonstiges
Nach dem Dreißigjährigen Krieg siedelten sich in Leinzell viele Heimatlose an, die als umherziehende Händler ihren Lebensunterhalt verdienten. Diese Händler brachten die jenische Sprache nach Leinzell, die heute vereinzelt noch gesprochen wird.

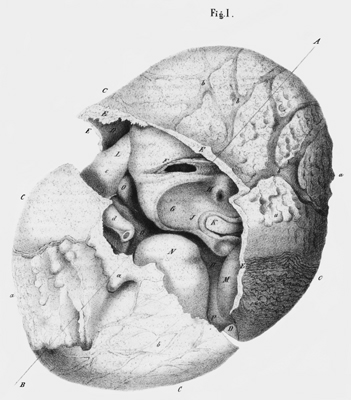
Das Steinkind von Leinzell

1720 wurde dem Leib einer mit über 90 Jahren verstorbenen Einwohnerin von Leinzell ein Lithopaedion entnommen, das diese 46 Jahre lang mit sich getragen hatte. Das Steinkind von Leinzell gilt als eines der am besten erhaltenen Lithopaedia. Eine erste Beschreibung des Fundes verfasste der Leibarzt des Königs Georg I., Johann Georg Steigerthal. 1854 war das Steinkind Gegenstand einer Dissertation von W. Kieser. Heute befindet sich das Steinkind von Leinzell in der Sammlung der Universität Tübingen.